# John Vandling Lesher

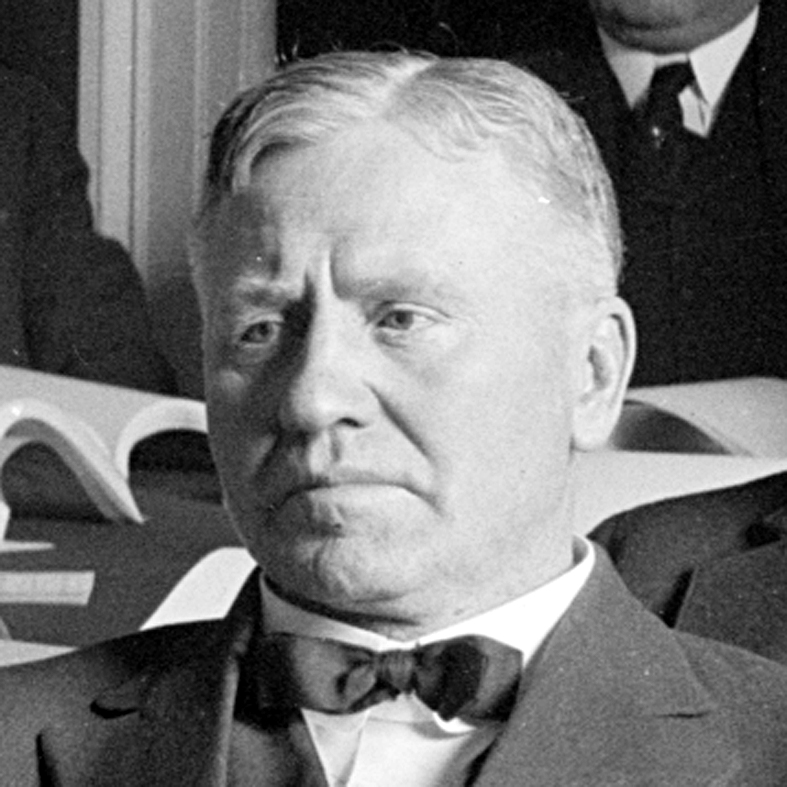
John Vandling Lesher

John Vandling Lesher (* 27. Juli 1866 im Union County, Pennsylvania; † 3. Mai 1932 in Danville, Pennsylvania) war ein US-amerikanischer Politiker. Zwischen 1913 und 1921 vertrat er den Bundesstaat Pennsylvania im US-Repräsentantenhaus.

## Werdegang
Der auf einer Farm geborene John Lesher besuchte die öffentlichen Schulen seiner Heimat und die State Normal School in Bloomsburg. Danach arbeitete er für einige Zeit als Lehrer. Im Jahr 1897 absolvierte er die Bucknell University in Lewisburg. Zwischen 1898 und 1902 diente er in verschiedenen Einheiten der Nationalgarde seines Staates, in der er es bis zum Hauptmann brachte. Nach einem gleichzeitigen Jurastudium und seiner im Jahr 1900 erfolgten Zulassung als Rechtsanwalt begann er in Sunbury in diesem Beruf zu arbeiten. Zwischenzeitlich war er auch stellvertretender Bezirksstaatsanwalt im Northumberland County. Außerdem war er im Bankgewerbe sowie in der Immobilienbranche tätig.
Politisch war Lesher Mitglied der Demokratischen Partei. Bei den Kongresswahlen des Jahres 1912 wurde er im 16. Wahlbezirk von Pennsylvania in das US-Repräsentantenhaus in Washington, D.C. gewählt, wo er am 4. März 1913 die Nachfolge von John Geiser McHenry antrat. Nach drei Wiederwahlen konnte er bis zum 3. März 1921 vier Legislaturperioden im Kongress absolvieren. In diese Zeit fiel der Erste Weltkrieg. Außerdem wurden in jenen Jahren der 16., der 17., der 18. und der 19. Verfassungszusatz ratifiziert.
Im Jahr 1920 wurde John Lesher nicht wiedergewählt. Nach dem Ende seiner Zeit im US-Repräsentantenhaus praktizierte er wieder als Anwalt in Sunbury. Er starb am 3. Mai 1932 in Danville.